# Lenore Blum
Lenore Carol Blum (Nova Iorque, 18 de dezembro de 1942) é uma matemática, lógica e cientista da computação estadunidense, que trabalha com complexidade computacional.
Frequentou a escola em Caracas, Venezuela, completando o ensino médio com 16 anos de idade, estudando depois arquitetura e matemática na Universidade Carnegie Mellon e a partir de 1961 no Simmons College em Boston, enquanto ao mesmo tempo obteve um doutorado no Instituto de Tecnologia de Massachusetts, orientada por Gerald Sacks, com a tese Generalized algebraic theories – a model theoretic approach.

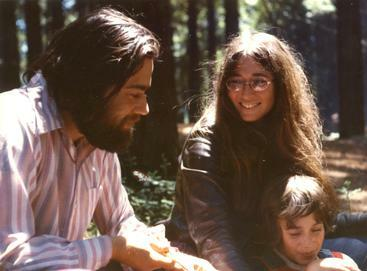
Manuel Blum (esquerda), Lenore Blum e Avrim Blum, 1973

Foi palestrante convidada do Congresso Internacional de Matemáticos em Quioto (1990: A theory of computation and complexity over the reals). Foi Noether Lecturer em 2002 (Computing Over the Reals: Where Turing Meets Newton).
Seu marido Manuel Blum e seu filho Avrim Blum são professores de informática na Universidade Carnegie Mellon.

## Obras
- Lectures on a theory of computation and complexity over the reals (or an arbitrary ring), in: Lectures in the Sciences of Complexity, Addison-Wesley, 1990, S. 1–47
- com Filipe Cucker, Michael Shub, Stephen Smale: Complexity and real computation, Springer 1997
- Computing over the reals – where Turing meets Newton, Notices of the AMS, Oktober 2004, online hier